# Wilmington Park
 (avril 2025).
Le Wilmington Park est un ancien stade de baseball, d'une capacité de 7000 places, situé à Wilmington, dans l'État du Delaware, aux États-Unis. Il a été le domicile des Blue Rocks de Wilmington, club de baseball mineur de niveau B évoluant en Interstate League de 1940 à 1952.
Le stade est inauguré le 1er mai 1940, en présence du maire de la ville ; le match voit s'affronter les Blue Rocks qui s'imposent face aux Senators de Trenton 3-1.